# Владикавказская епархия
Владикавка́зская и Аланская епархия (осет. Дзӕуджыхъӕуы ӕмӕ Аланийы епархи) — епархия Русской православной церкви, объединяющая приходы и монастыри в пределах Северной Осетии.
Епархиальный центр — Владикавказ. Кафедральный храм — Георгиевский собор.
Управляющий — архиепископ Владикавказский и Аланский Герасим.

## История

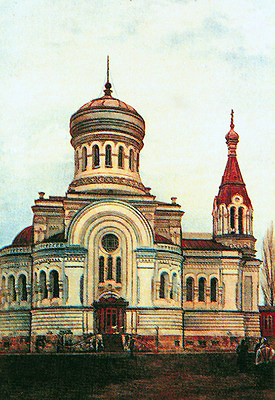
Михайло-Архангельский кафедральный собор — главный храм епархии в 1894—1922 годах

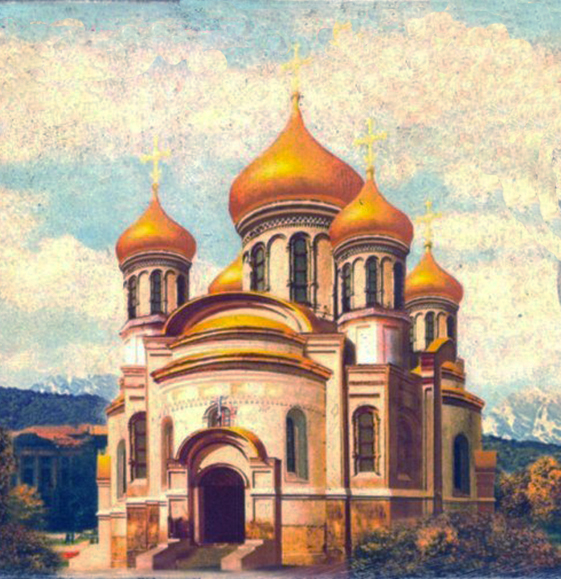
Петропавловская церковь Тенгинского полка во Владикавказе, построенная в 1879 году (взорвана в советское время)

Владикавказская кафедра была учреждена 3 апреля 1875 года как викариатство Карталинской и Кахетинской епархии Грузинского экзархата.
С 23 апреля 1885 года после присоединения к ней от Ставропольской епархии Терской области стала самостоятельной епархией в составе Грузинского экзархата. В её состав входили Терская и Дагестанская области и село Ново-Георгиевское Кубанской области. Епархия занимала пространство в 89 848 кв. вёрст. В административном отношении епархия делилась на 13 округов (9 дагестанских и 4 терских).
В 1892 году епархия состояла из 11 благочиний: Екатериноградское (центр станица Прохладная), Георгиевское (центр город Георгиевск), Троицкое (центр станица Сунженская), Щедринское (центр станица Щедринская), Моздокское (центр город Моздок), Кизлярское (центр город Кизляр), Пятигорское (центр станица Ессентукская), Грозненское (центр город Грозный), Дигорское (центр село Кадгарон), Владикавказское-Осетинское (центр город Владикавказ), Ардонское (центр село Ардон).
10 сентября 1894 года епархия была выведена из подчинения Грузинскому экзархату.
С 22 сентября 1910 года по 1914 год существовало Пятигорское викариатство.
В 1911 году епархия делилась на 14 благочиннических округов (10 русских, 3 осетинских и 1 единоверческий), в которые входили 217 приходов, клир епархии составляли 208 священников, 45 диаконов, 165 псаломщиков.
В сентябре 1918 года советские власти закрыли Ардонскую духовную семинарию.
Епархия прекратила существование в 1922 году, после того как епископ Макарий (Павлов) вместе с большей частью духовенства и приходов уклонились в обновленчество.
На территории Северной Осетии с середины XX века действовала Ставропольская и Бакинская епархия, с центром в Ильинской церкви с 1940-х годов, помимо Ильинского храма, в 1980-е годы открылся Ардонский храм Святого Георгия, позже в 1990 году открылся Вознесенский собор в городе Алагире, спустя год в 1991 году епархия стала именоваться Ставропольская и Владикавказская.
Епархия с центром во Владикавказе была восстановлена решением Священного синода Русской православной церкви 22 марта 2011 года с включением в её состав приходов и монастырей в республиках Северной Осетии ― Алании, Дагестане, Ингушетии и Чечне.
Решением Священного синода от 26 декабря 2012 года из состава Владикавказской епархии была выделена самостоятельная Махачкалинская епархия с центром в Махачкале и с включением в её состав приходов и монастырей в республиках Дагестане, Ингушетии и Чечне. Титул правящего архиерея был изменён на «Преосвященный Владикавказский и Аланский».

## Названия
- 3 апреля 1875 — 23 апреля 1885 — Владикавказское викариатство Карталинской епархии
- 23 апреля 1885 — 10 сентября 1894 — Владикавказская епархия Грузинского экзархата
- 1894—1922 — Владикавказская и Моздокская
- 1945—2011 — В составе Ставропольской епархии
- 22 марта 2011 — 26 декабря 2012 — Владикавказская и Махачкалинская
- с 26 декабря 2012 года — Владикавказская и Аланская[4]

## Епископы
- 30 ноября 1875 — 22 июля 1889 — Иосиф (Чепиговский)
- 22 июля 1889 — 3 мая 1891 — Петр (Лосев)
- 3 мая 1891 — 23 августа 1892 — Иоанникий (Казанский)
- 23 августа 1892 — 12 июня 1893 — Феодосий (Рождественский)
- 12 июня 1893 — 12 августа 1904 — Владимир (Сеньковский)
- 12 августа 1904 — 16 сентября 1908 — Гедеон (Покровский)
- 16 сентября 1908 — 4 октября 1911 — Агапит (Вишневский)
- 4 октября 1911 — 22 декабря 1913 — Питирим (Окнов)
- 22 декабря 1913 — 16 января 1917 — Антонин (Грановский)
- сентябрь 1916 — январь 1917 — в/у Фаддей (Успенский)
- 28 января 1917 — 1922 — Макарий (Павлов)
- 22 марта 2011 — 3 июня 2016 — Зосима (Остапенко)
- 4 февраля 2016 — 3 июня 2016 — в/у Феофилакт (Курьянов)
- 3 июня 2016 — 24 сентября 2021 — Леонид (Горбачёв)
- с 14 октября 2021 — Герасим (Шевцов)[5]

## Викариатства
- Пятигорское (ныне самостоятельная епархия)

## Кафедральные соборы
- Спасо-Преображенский (1863—1893 гг.)
- Михаило-Архангельский (с 1894 г.)
- Успенский собор (Моздок) (второй кафедральный собор с 1904 г.; разрушен)
- Ильинская церковь (Владикавказ) (временно фактический собор в 1990—2007 гг.)
- Георгиевский кафедральный собор (с 2007 г.)
- Патриаршее подворье Собор Аланских святых, с приделом Александра Невского — (строится)

## Местночтимые святые
- Старица Анастасия Андреева (в планах канонизация),
- раннехристианский аланский святой великомученик Сухий Баракад,
- святой Николай Туальский,
- святой великомученик Азат,
- святая благоверная княгиня Мария Ясыня,
- святой блаженный Оси Христодул,
- святая блаженная Мария Задалеская,
- святой просветитель Алан Лаварский,
- святой преподобный Сармат,
- святой Гоар,
- святой преподобный Аллоний,
- святые мученики князья Чсанские: Шалва, Элизбар, Бидзина.

## Благочиния
Епархия разделена на семь церковных округов (по состоянию на октябрь 2022 года):
- Ильинское благочиние (Затеречный округ Владикавказа и часть Пригородного района),
- Иристонское благочиние (Иристонский округ Владикавказа),
- Покровское благочиние (Промышленный и Северо-Западный округи Владикавказа),
- Октябрьское благочиние (Пригородный район),
- Ардонское благочиние (Ардонский, Алагирский, Дигорский и Ирафский районы),
- Бесланское благочиние (Правобережный и Кировский районы),
- Моздокское благочиние (Моздокский район).

## Храмы
Ильинское благочиние
1. Георгиевский кафедральный собор, (Храм Георгия Победоносца), г. Владикавказ, ул. Барбашова,
2. Храм пророка Илии, г.Владикавказ, ул. Дзержинского,
3. Часовня матушки Анастасии Владикавказской, г. Владикавказ
4. Церковь Иоанна Воина. (На южной окраине города, проспект Коста, район Аллеи Славы)
5. Часовня Успения Богородицы (Греческая) — Владикавказ, проспект Коста,
6. Церковь Архангела Михаила — Владикавказ за мэрией, посёлок Южный,
7. Церковь Рождества Богородицы, с приделом Николая Туалаг — с. Кобань,
8. Церковь Пресвятой Троицы — с. Старая Саниба (Богослужение только в престольный праздник),
9. Церковь Николая Чудотворца (грузинская) (Богослужение только лишь в престольный праздник) — с. Нижний Ларс,
10. Часовня Георгия Победоносца (Грузинская) (Богослужение только лишь в престольный праздник) — с. Балта.

Иристонское благочиние
1. Храм Рождества Пресвятой Богородицы (Владикавказ) (в народе «осетинская церковь», церковь на горке)
2. Храм святого князя Владимира при исторической епископской резиденции (Владикавказ, ул. Церетели)
3. Церковь Святой Равноапостольной Нины (грузинская), г. Владикавказ, ул. Церетели,
4. Храм Рождества Пресвятой Богородицы СОГУ, г. Владикавказ
5. Часовня Димитрия Донского(МВД), г. Владикавказ
6. Церковь Казанской иконы Пресвятой Богородицы.

Покровское благочиние
1. Покровская церковь г. Владикавказ, ул. Августовских событий,
2. малая церковь Серафима Саровского Владикавказ во дворе Покровского храма,
3. Церковь бывшего Покровского женского монастыря) Влад-з, ул. О.Кошевого, Интернациональной,
4. Церковь святого целителя Пантелеймона в пос. Заводской,
5. Часовня Александра Невского, г. Владикавказ
6. Часовня Анастасии Узорешительницы (при тюрьме), г. Владикавказ
7. Часовня святого Луки Крымского при Цент.больницы Влад-з, ул. Иристонская.

Ардонское благочиние
1. Свято-Вознесенский собор, г. Алагир
2. Церковь Николая Чудотворца, с. Бирагзанг (Алагирский район)
3. Церковь Георгия Победоносца, г. Ардон
4. Часовня Пантелеймона (при больнице), г. Ардон
5. Церковь Архангела Михаила, с. Кадгарон (Ардонский район)
6. Церковь Рождества Богородицы, г. Дигора
7. Церковь Николая Чудотворца — ст. Николаевская (Дигорский район)
8. Церковь Георгия Победоносца, с. Средний Урух
9. Церковь Успения Богородицы, с. Мацута (Ирафский район)
10. Собор Петра и Павла — c. Эльхотово

Октябрьское благочиние
1. Церковь Петра и Павла — с. Октябрьское
2. Церковь Казанской иконы Пресвятой Богородицы, c.Тарское
3. Храм Романа Сладкопевца, с. Сунжа
4. Церковь Святой Троицы — с. Ногир
5. Церковь Архангела Михаила — с. Михаиловское
6. Домовая церковь Александра Невского — ст. Архонская,
7. Церковь Святой Троицы — ст. Архонская,
8. Часовня Георгия Победоносца — возле ст. Архонская.

Бесланское благочиние
1. Церковь Георгия Победоносца- город Беслан,
2. Церковь Святой Варвары — город Беслан
3. Мемориальная церковь в честь Новомучеников и Исповедников Российских — город (на территории трагической школы) Беслан
4. Церковь Георгия Победаносца — с. Ольгинское
5. Церковь Победоносца — с. Старое Батако
6. Церковь Сошествия Святого Духа, ст. Змейская (Кировский район)
7. Часовня Пресвятой Троицы, с. Карджин (Кировский район).

Моздокское благочиние
1. Церковь Успения Божией Матери, г. Моздок
2. Церковь Моздокской иконы Божией Матери, г. Моздок
3. Часовня Казанской иконы Божией Матери, г. Моздок
4. Часовня Святого Пантелеймона, г. Моздок
5. Храм архистратига Божиего Михаила, ст. Луковская
6. Церковь Святителя и Чудотворца Николая, ст. Павлодольская
7. Храм Нерукотворного образа Иисуса Христа, ст. Павлодольская
8. Церковь Святителя и Чудотворца Николая, с. Раздольное
9. Церковь усекновения главы Иоанна Предтечи, ст. Терская
10. Церковь Святителя и Чудотворца Николая, ст. Ново-Осетинская
11. Церковь Покрова Пресвятой Богородицы, с. Виноградное
12. Церковь Пресвятой Троицы, с. Троицкое

## Монастыри
- Аланский Успенский монастырь в селе Хидикус Алагирского района (мужской)
  - Подворье в г. Беслан (церковь Святой Варвары).
- Богоявленский Аланский монастырь в Алагире (женский)
  - Успенский скит в селе Горный Лисри
  - Подворье в Алагире.
- Владикавказский Покровский женский монастырь.

## Учебные заведения
С 2011 года во Владикавказе действовало Владикавказское духовное училище, созданное определением Священного Синода от 6 октября 2010 года. Учебное заведение размещается в церкви покрова Пресвятой Богородицы во Владикавказе. Первым ректором училища был назначен архиепископ Ставропольский и Владикавказский Феофан. Закрыто в 2016 году из-за неспособности организовать полноценный учебный процесс.
Первого сентября 2010 года при Георгиевском кафедральном соборе Владикавказа открылась православная гимназия имени Аксо Колиева.

## Галерея

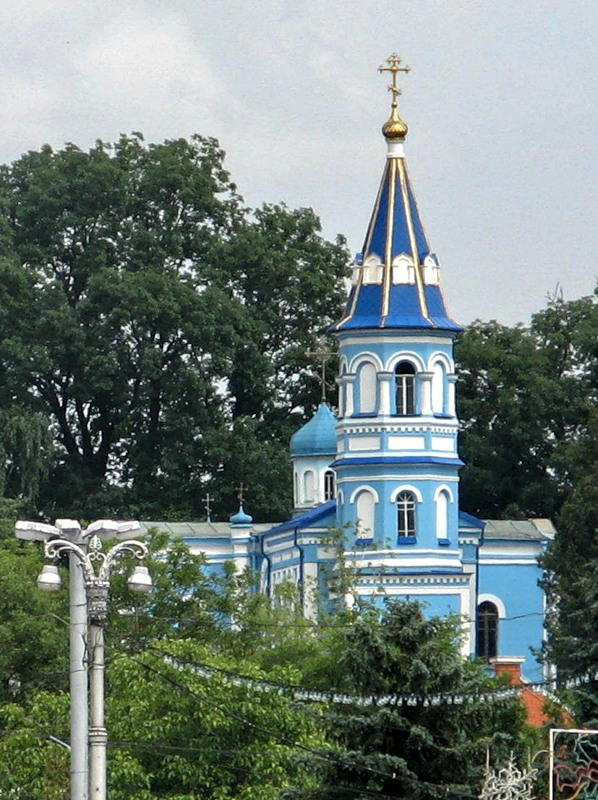
Богородице-Рождественский храм Владикавказ
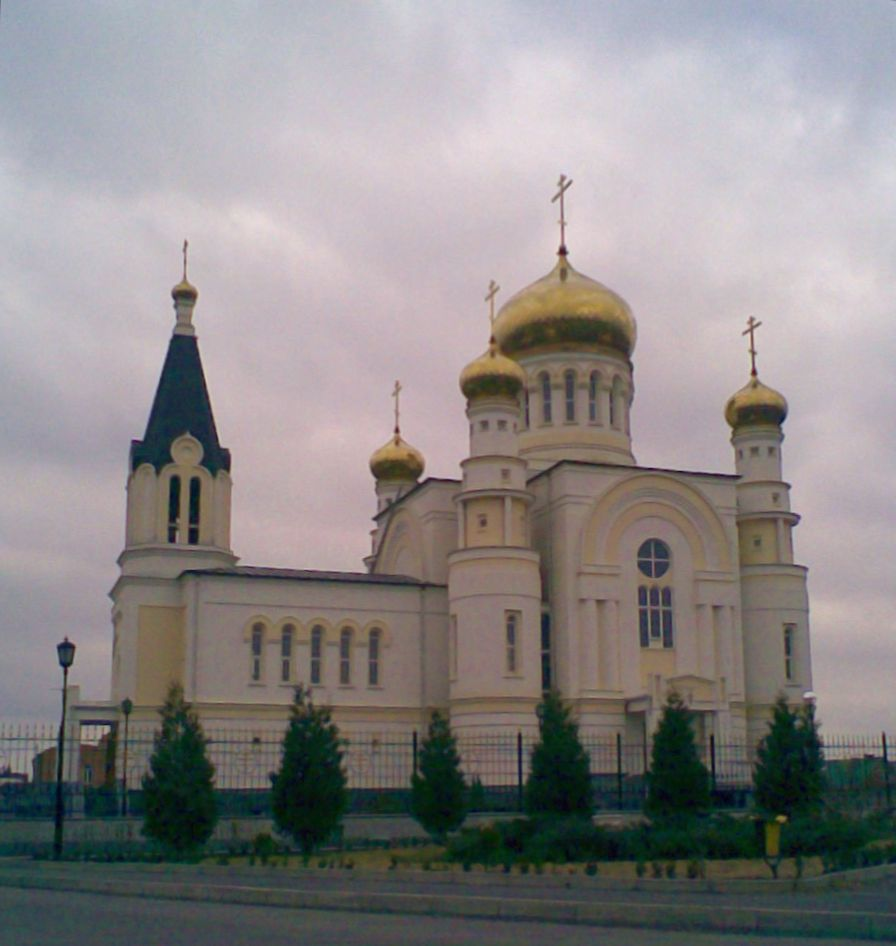
Свято-Георгиевский кафедральный собор Владикавказ
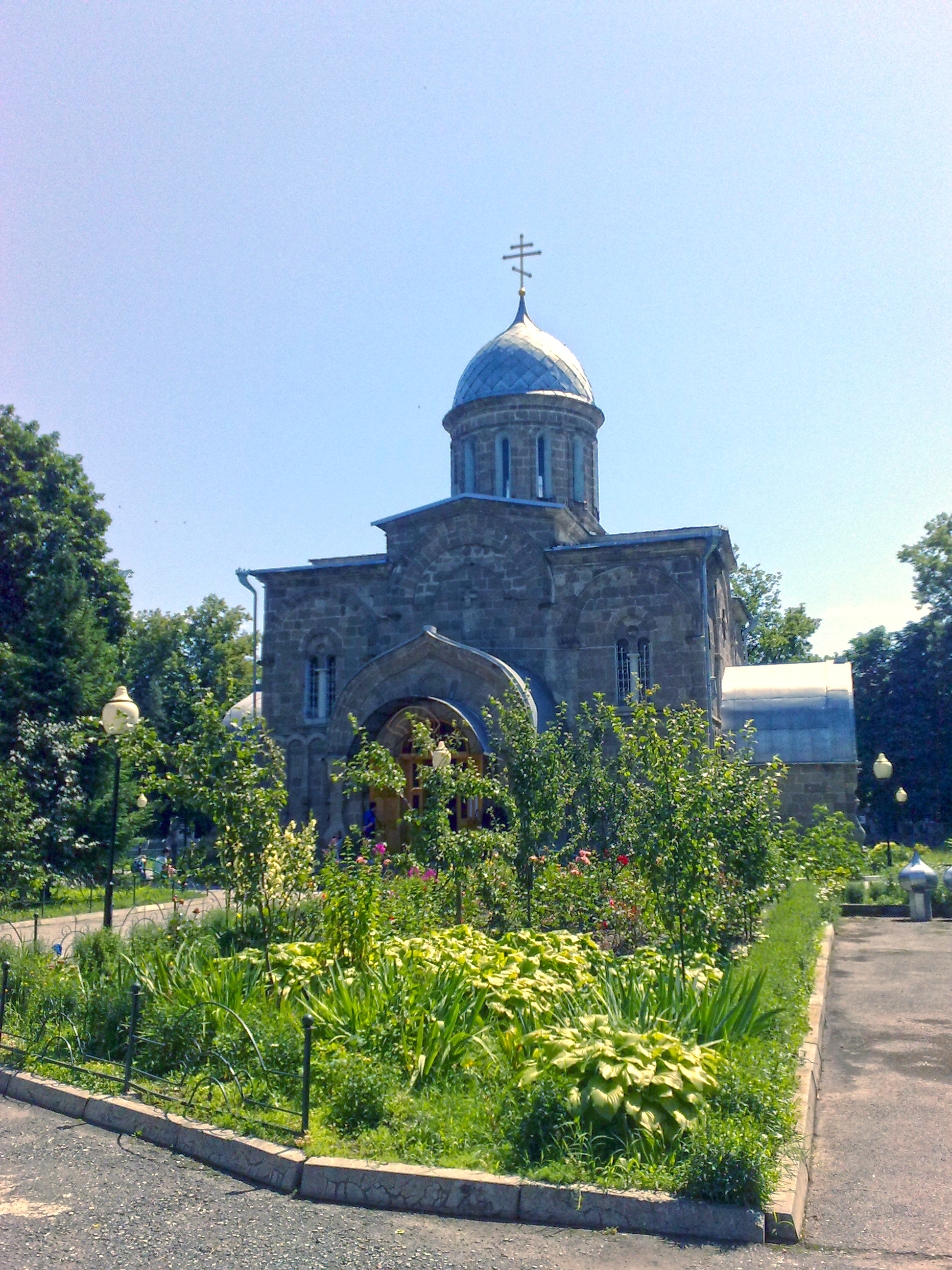
Свято-Вознесенский собор (Алагир)
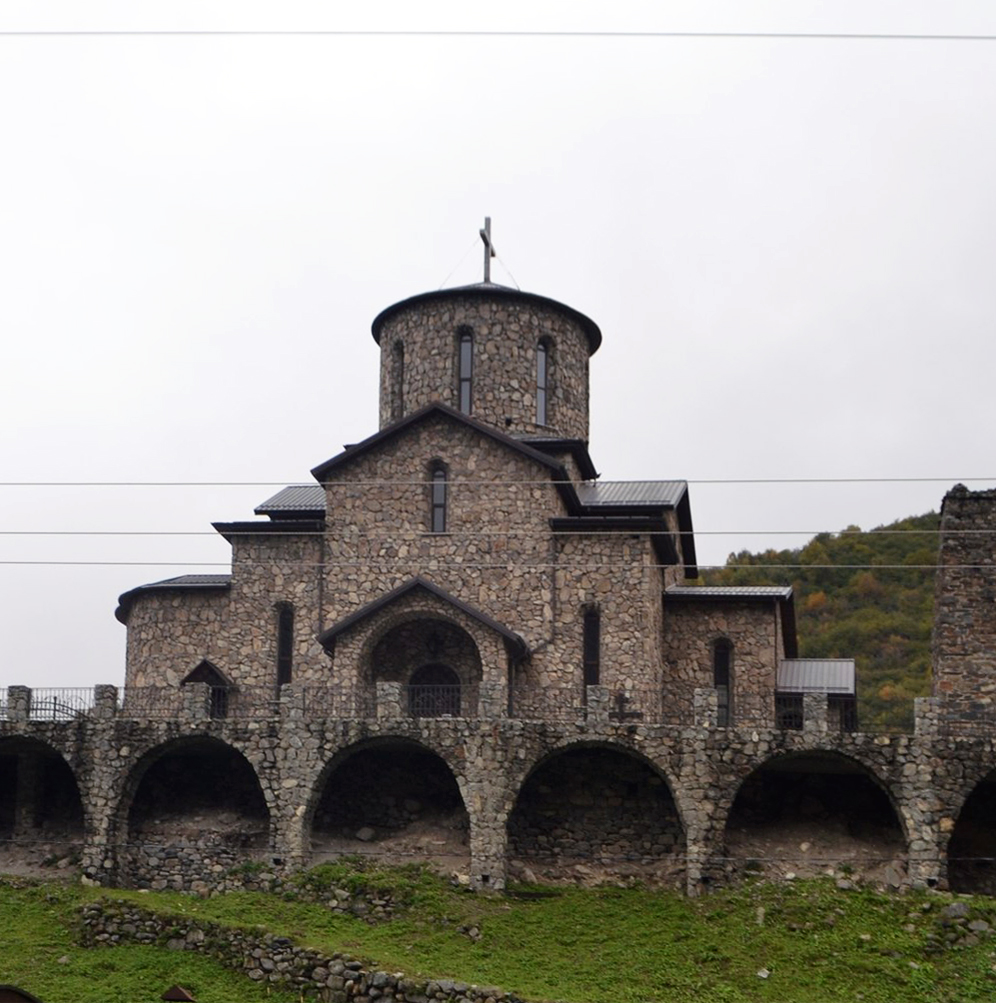
Иверский собор Аланского Успенского мужского монастыря